# Anthology (álbum de Roger Daltrey)
Anthology es un álbum recopilatorio del músico británico Roger Daltrey, publicado por la compañía discográfica Repertoire Records en julio de 1998.

## Lista de canciones
1. "Giving it All Away" (David Courtney, Leo Sayer)
2. "Thinking" (Courtney, Sayer)
3. "It's a Hard Life" (Courtney, Sayer)
4. "One Man Band" (Courtney, Sayer)
5. "Get Your Love" (Russ Ballard)
6. "Walking The Dog" (Rufus Thomas)
7. "Written on the Wind" (Paul Korda)
8. "Say It Ain't So, Joe" (Murray Head)
9. "One of the Boys" (Steve Gibbons)
10. "Avenging Annie" (Andy Pratt)
11. "Free Me" (Ballard)
12. "Without Your Love" (Billy Nicholls)
13. "Waiting for a Friend" (Nicholls
14. "Walking in My Sleep"	(Adey, Green)
15. "If Parting Should Be Painless" (Kit Hain)
16. "After the Fire" (Pete Townshend)
17. "Under a Raging Moon" (Julia Downes, John Parr)
18. "The Pride You Hide" (Alan Dalgleish, Daltrey, Nicky Tesco)
19. "Let Me Down Easy" (Bryan Adams, Jim Vallance)
20. "Hearts of Fire" (Ballard)